# تپه حمزه‌کندی
تپه حمزه کندی مربوط به دوران پیش از تاریخ ایران باستان است و در شهرستان سلماس، روستای حمزه کندی واقع شده و این اثر در تاریخ ۲۳ بهمن ۱۳۸۰ با شمارهٔ ثبت ۴۷۸۴ به‌عنوان یکی از آثار ملی ایران به ثبت رسیده است.